# Okrika
Okrika és una ciutat portuària a L'estat de Rivers, a Nigèria, capital de l'Àrea de Govern Local del mateix nom. La ciutat està situada en una illa petita just al sud de Port Harcourt, fent-lo un suburbi d'aquesta ciutat molt més gran. L'alçada mitjà d'Okrika és 452 metres. Es troba al nord del riu Bonny a l'illa Okrika, 56 km amunt del Golf de Biafra. La ciutat pot ser assolida per vaixells d'una eslora de 9 metres o menys.

## Economia, població i llengua
Productes de petroli refinat són les úniques exportacions significatives. La ciutat té un comerç local considerable en peixos, productes de palma d'oli, sal processada localment, mandioca (manioc), taro, i altres.
El 2006 cens va determinar la població de l'àrea de govern local de Wakirike, que era de 222.026 habitants. Uns 145,000 naturals d'Okrika viuen a tots el món, majoritàriament en el Regne Unit i als Estats Units.
La llengua local és el Kirike part del grup ljoid.
També es parla per alguns nadius com a primera llengua, el igbo.

## Història
Anteriorment un petit poble de pesca dels Ijo (Ijaw) en els manglars pantanosos de la part oriental del delta del Níger. Okrika va esdevenir la capital del Regne d'Okrika a l'inici del segle xvii i va esdevenir un actiu centre del comerç d'esclaus. A principis del segle xix va ser dominat pel regne de Bonny.
A partir dels anys 1830, amb el tràfic d'esclaus ja prohibit, va servir com a port per l'exportació d'oli de palma, però fou un port amb una activitat menys significativa que Bonny (46 km al sud) o Opobo (81 km a l'est-sud-est). Pel 1912, Okrika ja havia estat completament eclipsat per Portuari Harcourt, i no va ser reviscut com a port comercial fins al 1965, quan la propera refineria Alesa-Eleme va ser completada i les conduccions van ser construïdes en un espigó de l'illa d'Okrika. També té una planta de gas important (Planta de gas Alakiri) que subministra a la refineria i altres.

## Reis (Amanyanabo)[2]
- vers 1690 - 1750 Boka Ado II
- vers 1750 - 1760 Okpokorubu Dokube Ado III
- vers 1760 - 1815 Nemiduko Ado IV
- vers 1815 - 1832 Regency amb Ebete i (fins a 1830) Mianene
- 1832 - 1874 Fibika Ado V
- 1874 - 1876 Regency
- 1876 - 1896 Ibanichuka Ado VI
- 1896 - 1928 Daniel Ujo Kalio -Regent *
- 1928 - 1958 Sampson Igobo Adoki -Regent
- 1959 Zedekiah Fibika Ado VII
- 1959 - 1964 Regency
- 1964 - 1997 Samuel P.U. Ogan Ado VIII *
- 1997 - 2001 Regency
- 2001 - Charles Adokiye Dagogo Ado IX (des de 2002 disputat amb el següent)
- 2002 - Alfred Semenitari Abam Ado IX